# Hadena splendida
Hadena splendida är en fjärilsart som beskrevs av Max Wilhelm Karl Draudt 1950. Hadena splendida ingår i släktet Hadena och familjen nattflyn. Inga underarter finns listade i Catalogue of Life.